# Rijkslandvoogdij Zwaben
De landvoogdij Zwaben was een tot de Oostenrijkse Kreits behorende bestuurlijke eenheid binnen het Heilige Roomse Rijk. Het bestond uit de restanten van het oude hertogdom Zwaben.
In 1273 vormde koning Rudolf de landvoogdijen Opper-Zwaben en Neder-Zwaben. De opzet was het herwinnen van het rijksgoed van de Hohenstaufen. Het verval van de Rijksrechten in Neder-Zwaben was al zo ver gevorderd, dat deze instelling geen enkel effect had en in Opper-Zwaben vrij weinig. In Opper-Zwaben was Ravensburg de zetel van de landvoogd, terwijl het bestuur van de landvoogdij in Altdorf (Weingarten) zetelde. In 1378 werden de landvoogdijen samengevoegd tot de landvoogdij Opper- en Neder-Zwaben. Onder de landvoogdij vielen ook de vrijen op de Leutkircher Heide.
In 1478 werd de landvoogdij verpand aan Beieren, maar in 1541 kwam ze definitief als rijkspand aan Oostenrijk. De keizer verpandde de landvoogdij dus aan zichzelf als hertog van Oostenrijk. Na de verwoesting van Ravensburg tijdens de Dertigjarige Oorlog in 1647 werd Altdorf ook de residentie van de landvoogd. Altdorf zelf was een rijksdorp.

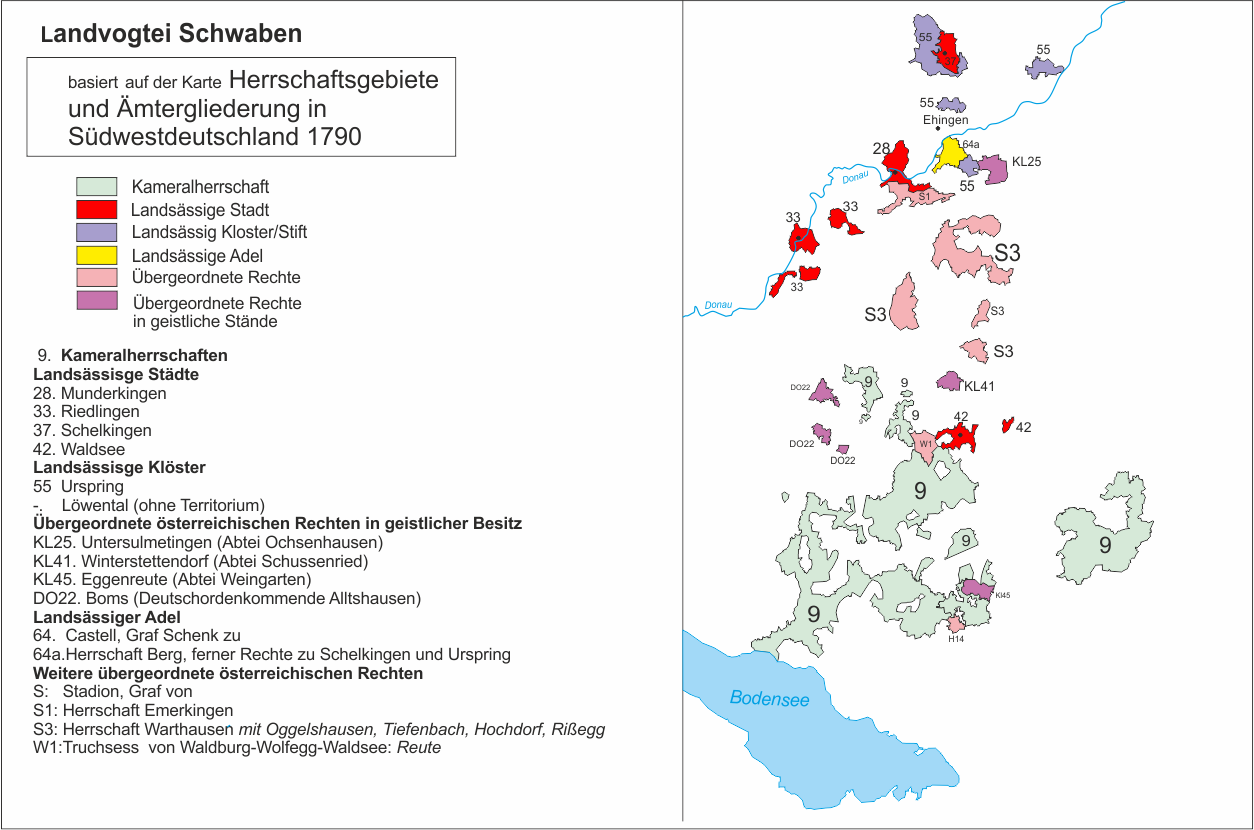
Kaart van de landvoogdij Zwaben in 1790

In artikel 8 van de Vrede van Presburg met het Eerste Franse Keizerrijk van 26 december 1805 stond Oostenrijk de landvoogdij Altdorf af aan het koninkrijk Württemberg.

## Administratieve verdeling
De 15 ambten van de landvoogdij Opper-Zwaben:
1. Fischbach
2. Eggenweiler
3. Wolketsweiler
4. Zogenweiler
5. Geigelbach
6. Schindelbach
7. Bergatreute
8. Besehen
9. Pfärich
10. Bodnegg
11. Eschach
12. Grünkraut
13. Überreiter Amt (gebied rond Altdorf)
14. Azenberg
15. Gebrazhofen op de Leutkircher Heide

De 3 ambten van de landvoogdij Neder-Zwaben:
1. diesseits der Rieß (ten westen van de Rieß)
2. jenseits der Rieß (ten oosten van de Rieß)
3. um Mönchroth und Memraingen